# Улица Марины Цветаевой (Королёв)
Улица Марины Цветаевой — улица в городе Королёв. Проходит параллельно железной дороге.

## История
Застройка улицы началась в 1932 году. Старое название улицы — поселок Новый быт.
Названа в честь поэтессы Марины Цветаевой. М. Цветаева жила на этой улице с 19 июня по 10 ноября 1939 года с мужем, Сергеем Яковлевичем Эфроном и дочерью Ариадной Сергеевной. 
Дом, в котором проживала Цветаева, был построен в 1933 году и именовался дачей "Экспортлеса", хотя фактически был дачей НКВД. Фасад дома смотрел на железнодорожную колею. Цветаевы-Эфрон занимали две комнаты, в других размещалась семья Клепининых. Длительное время  в доме  производился капитальный ремонт  и отселение жильцов. В 2013 году после окончания ремонта здания  здесь  был открыт музей имени  Марины Цветаевой. 

## Трасса
Улица Цветаевой начинается от рынка, пересекает улицы Сосновая Аллея, Подмосковную, Спартаковскую, улицу Урицкого.

## Организации
- дом 1а: Торговые ряды "Болшево"
- дом 3а: Скалодром "Korolev Climbing School", Крытый скейт-парк "RTS Empire"
- дом 3б: Многофункциональный деловой центр с гостиничным блоком и подземным паркингом "Спутник"
- дом 5: Детский бронхо-легочный санаторий №13 департамента здравоохранения г. Москвы
- дом 10: Детский сад
- дом 15: Мемориальный дом-музей М.И. Цветаевой, Мемориальная доска Цветаевой М. И. (1892—1941), Цветаева Марина Ивановна (08.10.1892—31.08.1941), Дача, где в 1939 г. жила поэтесса М.И. Цветаева [2]
- дом 23: Гаражно-строительный кооператив "Ранет"
- дом 23: Автосервис "101 Box"
- дом 27: Загородный ресторан "Времена года"
- дом 40: Сквер Марины Цветаевой